# Witsnavelkraai
De witsnavelkraai (Corvus woodfordi) behoort tot de familie van de kraaiachtigen. Deze vogel is genoemd naar de Britse koloniaal bestuurder en natuuronderzoeker Charles Morris Woodford (1852-1927).

## Verspreiding en leefgebied
Deze soort is endemisch op de eilanden Choiseul, Santa Isabel en Guadalcanal in de Salomonseilanden.

## Status
De grootte van de populatie is niet gekwantificeerd maar de soort wordt omschreven als wijdverspreid in de bossen. Op de Rode lijst van de IUCN heeft deze soort de status niet bedreigd.